# Paul Sturm (Theologe)

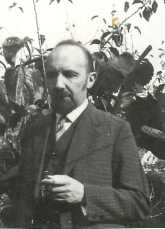
Paul Sturm

Paul Erich Sturm (* 10. Januar 1891 in Bad Liebenstein bei Meiningen; † 6. Juni 1964 in Jena) war ein deutscher Philosoph und Theologe.

## Leben
Sein Vater Ernst Berthold Sturm leitete eine Agentur für Schwerspatgruben und war u. a. Mitbegründer der Handelsschule in Thüringen. Sturms Elternhaus war geistig und musisch geprägt und so hatte Sturm schon in früher Kindheit ein „Bündnis auf Lebenszeit“ vor allem mit Dichtung und Musik geschlossen. Als Kind genoss er eine Ausbildung in Klavier- und Orgel-Spiel,  er trat auch früh mit Kompositionen an die Öffentlichkeit. Als Schüler erschienen erste Gedichte in Zeitungen, 1910 der Band Schatten und Sonne, dann die Kriegsgebete. 
Nach dem Besuch des Gymnasiums in Nordhausen folgten das Einjährig-Freiwillige und ab 1910 die Jahre des Studiums. Auf Wunsch des Vaters immatrikulierte sich Sturm zuerst für Jura an der Universität Erlangen. Nach dem Tod des Vaters wechselte er sofort an die Universität Göttingen zur Philosophie, zur Theologie und Medizin, später erfolgte noch ein autodidaktisches Studium der Komposition. Zu seinen Professoren der Philosophie gehörten Heinrich Maier, Edmund Husserl, Leonard Nelson, David Katz. 
Schon früh haben Sturm religiöse Fragen wie das Frömmigkeitsproblem beschäftigt, angeregt durch Studien von Friedrich Schleiermachers kirchenkritischem Werk Über die Religion in Vorlesungen seines liberalen Lehrers Rudolf Otto und Immanuel Kants Schrift Die Religion innerhalb der Grenzen der bloßen Vernunft. Sturm schwebte bereits in der Zeit seines Studiums der Entwurf einer neuen Lehre des christlichen Glaubens vor, dem er dann sein Leben widmete. Vor 1914 schrieb er ein Lehrbuch über Dogmatik, dem er den Untertitel Genie und Masse gab.
Er war der erste Student, der das von seinem Vorfahren mütterlicherseits, Gottfried Christoph Beireis (1730–1809) ausgesetzte Beireis-Stipendium für vielseitig begabte Studenten erhielt.
Noch vor Abschluss des Studiums wurde Sturm 1914 eingezogen, schwer kriegsverletzt durch einen Lungendurchschuss mit rechtsseitiger Armlähmung und lebenslangen Folgen. Mit seiner Gesundheit hat Sturm auch einen Großteil seiner für seine Idee mitkämpfenden Freunde verloren. Sein Studium setzte er unmittelbar fort und legte 1918 beide theologischen Examina in Meiningen ab. 1919 übernahm er dann das Pfarramt in Hochdorf bei Weimar in Thüringen.
Im Jahr 1921 wurde er in Erlangen mit dem Thema des Antinomien-Problems bei Paul Hensel in Philosophie promoviert und erwarb die Fakultas in den Nebendisziplinen Deutsch, Pädagogik und Geschichte. Eine zweite Arbeit über die Kritik der Gottesbeweise wurde von Richard Grützmacher an der Theologischen Fakultät Erlangen, später von Lincke, Universität Jena, angenommen. Vom Anerbieten Hensels, sich bei ihm mit dem Thema Die Antinomien – ein Sophisma für eine akademische Laufbahn zu habilitieren, machte Sturm der wirtschaftlichen Kriegsfolgen und des frühen Todes des Vaters wegen keinen Gebrauch und zog vor, in der Stille auf dem Lande arbeiten zu können.
Sturm trug sich zeit seines Studiums mit dem Wunsch, einen Anstoß zu einer religiösen Neuerweckung des Christentums aus seiner Sicht zu geben. So setzte er unter all seine Schriften in dieser Zeit: „Mein Ziel ist, das neu reformierte Christentum zur Weltreligion zu erheben“ und gründete 1923 in Hochdorf bei Weimar das Institut für Weltreligion mit der Herausgabe der Thesen einer neuen Reformation und seiner Richtlinien für eine neue Reformation. Die Hyperinflation dieser Jahre brachte auch den Mäzen Sturms, Konsul Christian Lassen, um sein Vermögen.
In dieser Zeit hatte Thüringen den Ruf, besonders liberal und offen für modernes Denken zu sein, was Sturm veranlasste, sich dort in der Nähe der Kulturstadt Weimar niederzulassen. Er glaubte, innerhalb der freien Thüringer Volkskirche ungehindert seine reformatorischen Bestrebungen verwirklichen zu können. Am 31. Oktober bzw. 14. November 1923 leitete er dann auch in Weimar sein Vorhaben eines Reformanstoßes mit einem Gottesdienst in der Herderkirche und einem Aufruf zur Reformation ein. Es folgten in den folgenden Jahren darauf  reformatorische Vorträge in  Städten Thüringens als „Sturm-Abende“ [Dichtung, Religionsphilosophie und eigene Kompositionen, selbst vorgetragen oder mit anderen Künstlern zusammen], die durch die Presse über Thüringen hinausreichten. 
Dazu gehörten zwei Vorträge am 1. November 1930 Religion und Religionsersatz im Stadthaus-Saal Weimar und ein Nietzsche-Abend am 1. April 1930 im Schauspielhaus Mühlhausen/Thüringen. Sturm war  bestrebt, dem Hörer Friedrich Nietzsche, den Thüringer Philosophen, Künstler und Kirchenkritiker, in seiner geistigen und künstlerischen Größe in öffentlichen Vorträgen nahe zu bringen. Der Wunsch nach einem Nietzsche-Lehrstuhl blieb unerfüllt.
Oberhofprediger Paul Graue, mit dem er in dieser Zeit in der Presse in regem geistigen Austausch stand, formulierte: „Es lebt in Sturm ein ganz ursprünglicher, mit elementarer Wucht sich geltend machender Sinn für echte Frömmigkeit.“ Und der Schweizer Dichter Carl Spitteler [Nobelpreisträger 1919] bezeichnete Sturm als „religiöse Erscheinung individueller, persönlicher Art“. Den Ruf als Pfarrer 1928 an den Bremer Dom nahm er nicht an, um konzentriert an seinem Lebenswerk arbeiten zu können.
In den Jahren in Hochdorf sowie den 1928 folgenden Jahren in Ulla bei Weimar und ab 1949 in Jena entstand ein umfangreiches religionsphilosophisches Werk, das in Teilen zur Veröffentlichung vorliegt. In der Zeit des Nationalsozialismus endete Sturms öffentliches Wirken. Er war sowohl in Sachen Politik als auch in seiner selbst übernommenen Mission als Erneuerer des Christentums immer Einzelkämpfer. Das war auch in der Jenaer Zeit des Regimes der DDR bis zu seinem Tode nicht anders, hatte er doch schon im Ersten Weltkrieg einen Großteil seiner geistigen Mitstreiter verloren. Zwei Weltkriege, die dazwischen liegende Inflation, zwei Diktaturen haben auch nach 1949 in Jena an der Universität öffentliches Wirken oder Veröffentlichungen unmöglich gemacht. Posthum erschien 1991 die Aphorismensammlung Bilder-Klavier.
Sein umfangreicher Nachlass im Archiv der Familie Sturm umfasst neben dem religionsphilosophischen Werk, das aus 70 Schriften besteht, ein schriftstellerisches Werk mit Gedichten, Aphorismen, zwei Theaterstücke und auch ein kompositorisches Werk mit Liedern, Chorälen, Tempelhymnen, Musik für Blasorchester, Kammermusik. Ein weiterer Band mit Aphorismen ist in Vorbereitung. Lesungen seiner Aphorismen erfolgten im WDR und Radio Bremen.

## Werke
- Schatten und Sonne. Verlag F. Jung, Erlangen 1910.
- Richtlinien für eine neue Reformation.  Verlag J. Keipert, Weimar 1924, DNB 577486276.
- Gesammelte Blätter. Verlag J. Keipert, Weimar 1923.
- Die optische Verstandestäuschung der Antinomien oder die Widerlegung der sogenannten Antinomien und die psychologische Begründung ihrer Scheinbarkeit. Eine philosophische Abhandlung im Anschluß an Kant und mit besonderer Berücksichtigung von Schopenhauer. Dissertation. Erlangen 1930.
- Bilderklavier. Berlin 1991.
- Das Wunder des Seins. Neue Reformation. Thesen. In: tabularasa-jena.de Zeitung für Gesellschaft und Kultur[7]
- Bilderklavier Aphorismen Satiren. Erweiterte Neuauflage zum 50. Todestag. Shaker Media Verlag, 2014, ISBN 978-3-95631-188-8.
- Das Wunder des Seins. Neue Reformation. Thesen. Shaker Media Verlag, 2014, ISBN 978-3-95631-192-5.
- Blitzlichter Aphorismen Satiren. Shaker Media Verlag, 2015, ISBN 978-3-95631-300-4.
- Das Wunder des Geistes. Shaker Media Verlag, 2016, ISBN  978-3-95631-394-3.
- Sonne und Schatten. Shaker Media Verlag, 2016, ISBN 978-3-95631-472-8.